# Witch Mountain
A Witch Mountain amerikai doom metal/okkult rock együttes. 1997-ben alakultak meg az oregoni Portlandben. Korábbi énekesnőjük, Uta Plotkin 2014-ben elhagyta a zenekart, 2015 óta Kayla Dixon az énekesnő.

## Tagok
- Nate Carson – dob (1997–)
- Justin Brown – basszusgitár (2015–)
- Rob Wrong – gitár, ének (1997–)
- Kayla Dixon – ének (2015–)

## Korábbi tagok
- Charles Thomas – basszusgitár (2013–2014)
- Uta Plotkin – ének (2009–2014)
- Neal Munson – basszusgitár (2012–2013)
- Dave Hoopaugh – basszusgitár (2000–2012)
- Johnny Belluzzi – ritmusgitár (2000–2002)
- Kip Larson – basszusgitár (1999–2000)
- Rob Keith – basszusgitár (1998–1999)
- Anthony Hubik – basszusgitár (1997–1998)
- Preston Reyes – basszusgitár (1997)

## Diszkográfia
- Homegrown Doom (demo, 1999)
- ...Come the Mountain (2001)
- Metal Swim (Adult Swim válogatáslemez, 2010)
- South of Salem (2011)
- Let It Rain (Oregon Historical Society válogatáslemez, 2012)
- Witch Mountain EP (2012)
- Cauldron of the Wild (2012)
- Mobile of Angels (2014)
- Burn You Down b/w Hare's Stare (kislemez, 2016)
- Witch Mountain (2018)